# Smartavia
Aeroflot-Nord, chiamata anche Nordavia Regional Airlines oppure "Nordavia RA", (ex-Linee Aeree di Arcangelo, ex-Aeroflot-Arcangelo) è una compagnia aerea russa basata ad Arcangelo con la base tecnica all'Aeroporto di Arcangelo-Talagi che è gestito dalla compagnia stessa.

## Storia
La compagnia aerea venne costituita nel 1963 come Arkhangelsk United Aviation Squadron (in russo: Архангельский объединенный авиационный отряд) ed è diventata AVL Arkhangelsk Airlines (Архангельские воздушные линые .

### Sotto Aeroflot

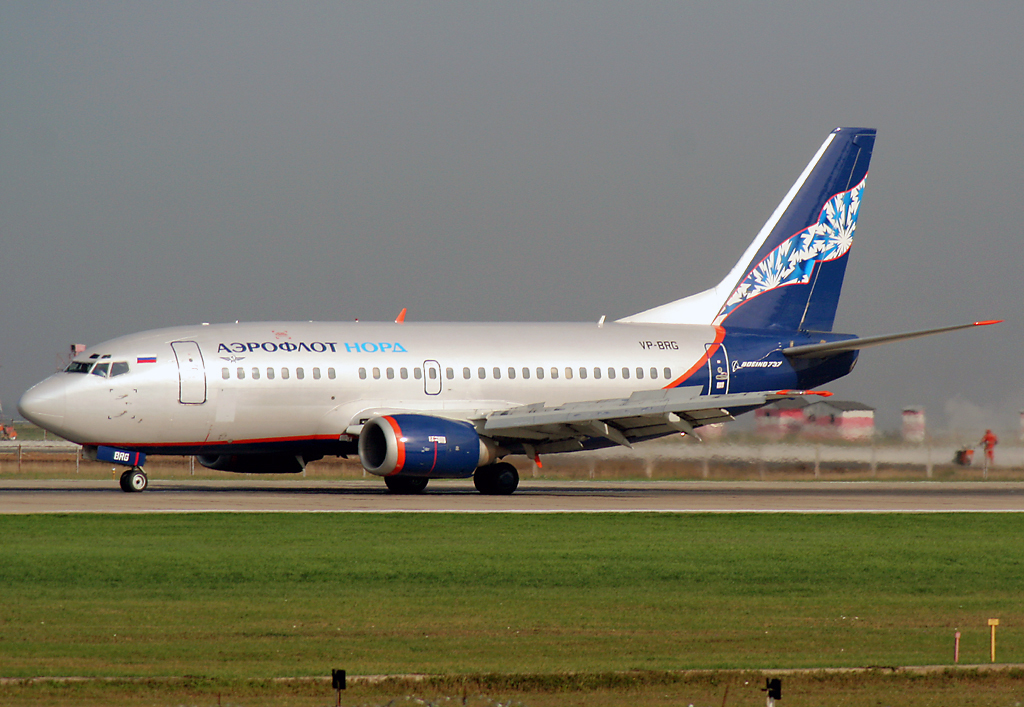
Un Boeing 737-500 in livrea Aeroflot Nord.

Nell'agosto 2004, Aeroflot acquistò il 51% della compagnia aerea, mentre il resto era detenuto da Aviainvest. La compagnia venne ribattezzata Aeroflot-Nord, diventando la seconda compagnia aerea regionale di Aeroflot. È entrata a far parte nella European Regions Airline Association nel dicembre 2006.
Da quando il contratto con Aeroflot è terminato il 1º dicembre 2009, la compagnia aerea ha operato in modo indipendente come Nordavia. A causa della cattiva stampa che la sussidiaria ha ricevuto in seguito al disastro del volo Aeroflot 821 e dell'imposizione di restrizioni da parte dei funzionari dell'aviazione russa il 15 luglio 2009 (incluso il divieto di tour charter internazionali) a causa di sicurezza insufficiente e cattive finanze, Aeroflot ha preso le distanze da Nordavia.

### Partnership con NordStar
Nel marzo 2011, Aeroflot ha venduto la compagnia aerea a Norilsk Nickel per 7 milioni di dollari. Kommersant ha citato esperti che ritenevano che Norilsk Nickel potesse fondere Nordavia con Taimyr Air Company, che era già di proprietà della compagnia. Il 1º dicembre 2011 Norilsk Nickel ha riferito che Nordavia sarebbe stata fusa in Taimyr Air Company. Alla fine, a causa del fatto che il Federal Antimonopoly Service aveva bloccato la fusione di Nordavia con la Taimyr Air Company, Nordavia è stata infine venduta a Sergey Kuznetsov, il proprietario di Red Wings Airlines nel marzo 2016.

### Partnership con Red Wings Airlines
Per aumentare il potere commerciale, Red Wings Airlines e Nordavia avevano deciso di fondersi. Nell'aprile 2017, sotto la proprietà di Red Wings, è stato annunciato che la compagnia avrebbe cambiato nome in SmartAvia dal terzo trimestre 2017. Oltre al nuovo marchio, la compagnia aerea prevedeva di introdurre anche una nuova livrea, sempre nei colori di Nordavia (blu, arancione, grigio) ma con un design lontano dai suoi antenati Aeroflot. Il nuovo marchio doveva debuttare su un Airbus A320-200, tuttavia questi aeromobili sono stati invece consegnati a Red Wings dopo che la compagnia aveva deciso di continuare a utilizzare i suoi Boeing 737, accettando il suo primo Boeing 737-700 a maggio 2018, a quel punto conservando ancora il nome e l'identità del marchio Nordavia.

### Ristrutturazione in Smartavia
Il 20 marzo 2019 è stato annunciato che la fusione di Nordavia con Red Wings era stata annullata. Invece, la compagnia è stata ribattezzata Smartavia, come parte del rebranding. Ha operato con aerei con il marchio Nordavia fino alla fine del 2019. Il primo aereo con livrea Smartavia è arrivato nell'aprile 2019.
Entro il 2021, la compagnia aerea ha ritirato tutti i suoi Boeing 737-500 e nell'aprile 2021 ha iniziato la sostituzione con i nuovi Airbus A320neo, annunciando ufficialmente la fine del re-branding di due anni da Nordavia a Smartavia e diventando un vettore low cost.
Il 28 maggio 2021, durante una conferenza stampa tenutasi a Kaliningrad, con la presentazione del nuovo Airbus A320neo, precedentemente utilizzato dal vettore messicano Interjet, la compagnia ha annunciato una massiccia espansione di ordini per 40 nuovi aeromobili Airbus prevedendo di eliminare gradualmente tutti i Boeing 737 entro il 2023 e da allora di operare solo con aeromobili Airbus. In caso di successo del piano, la compagnia aerea acquisterà anche l'Airbus A321neo entro il 2024.
Il 16 settembre 2021, Smartavia ha annunciato i suoi piani di espansione: entro la primavera del 2022 prevede di aprire un nuovo hub a Mosca-Sheremetyevo, nonché di aprire basi a Kaliningrad, Murmansk, Samara e Sochi.

## Flotta

### Flotta attuale

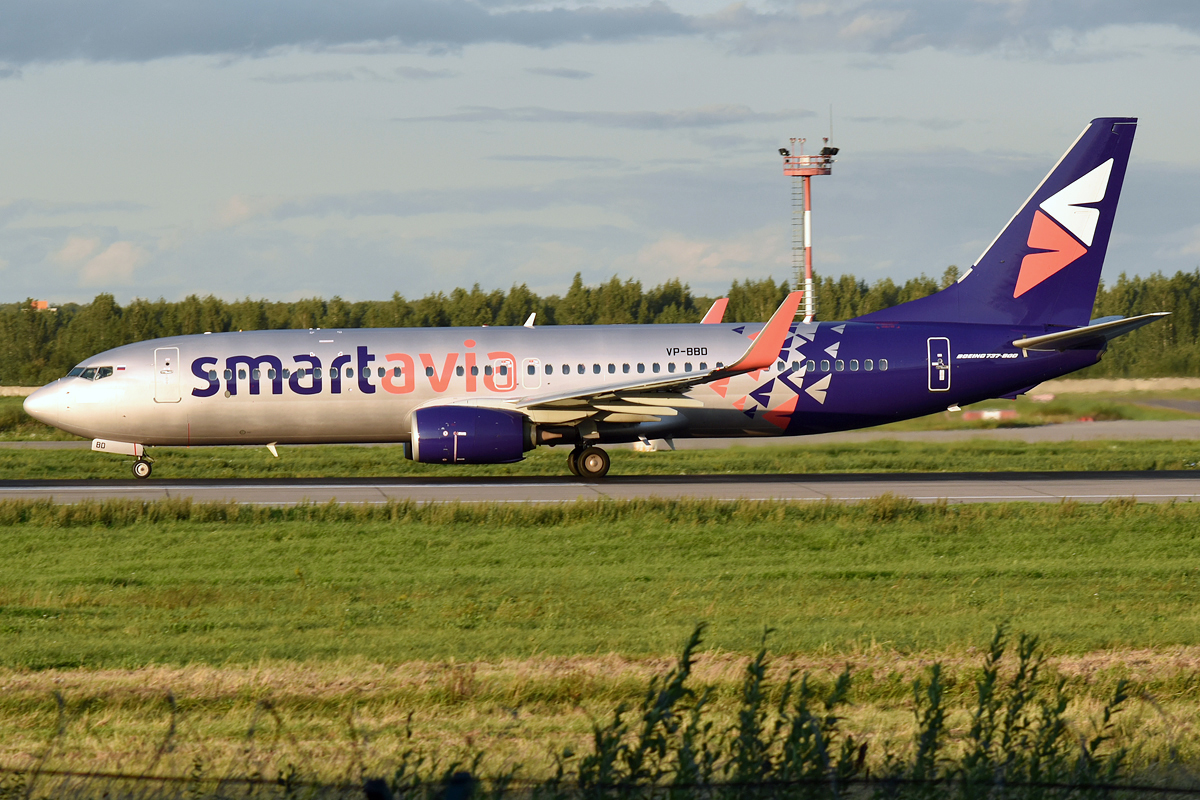
Un Boeing 737-800 di Smartavia.

A giugno 2025 la flotta di Smartavia è così composta:

### Flotta storica

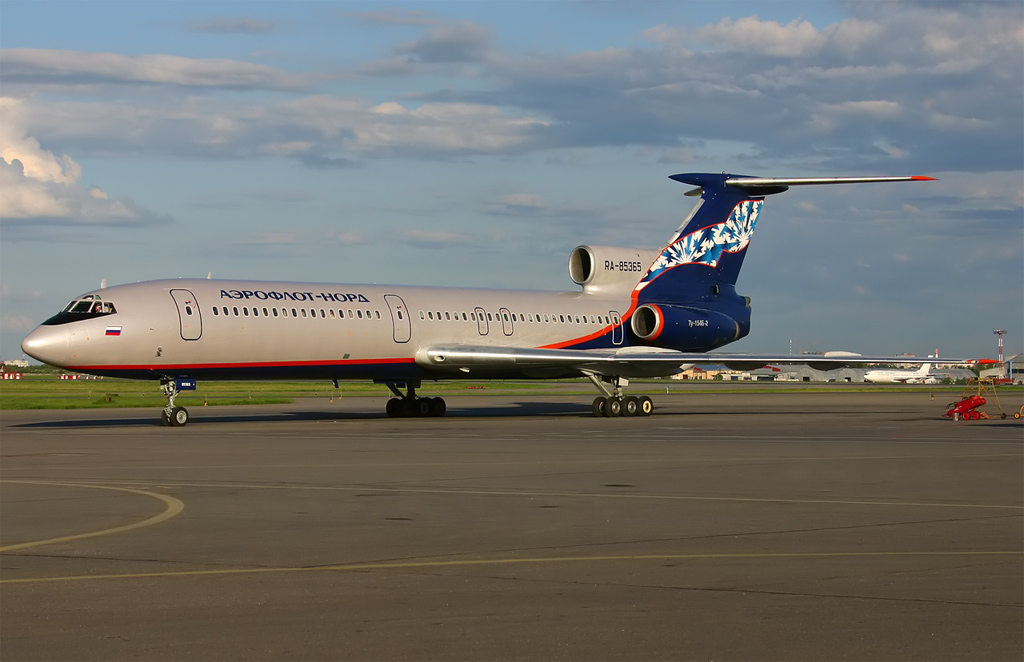
Un Tupolev Tu-154 nella livrea storica dell'Aeroflot-Nord.

Smartavia operava in precedenza con i seguenti aeromobili:

## Incidenti
- Il volo Aeroflot-Nord 821, un volo di linea tra Mosca e Perm' operato da un Boeing 737-500 per conto di Aeroflot, precipitò vicino all'aeroporto di Perm' provocando la morte di tutti gli 82 passeggeri e i 6 membri dell'equipaggio. La causa principale dell'incidente è stata attribuita alla perdita di orientamento di entrambi i piloti provocata dalla loro inesperienza con l'utilizzo dell'orizzonte artificiale di fabbricazione occidentale montato sull'aereo. Ulteriori concause sono state la mancanza di un adeguato riposo, la scarsa conoscenza delle tecniche di crew resource management e l'abuso di alcol da parte del comandante. In seguito al disastro aereo, la compagnia Aeroflot-Nord è stata rinominata prima Nordavia, e a partire dal 2019, Smartavia.[18]